# Мир-Али
Мир-Али (англ. Mir Ali) — город в Северном Вазиристане, Пакистан. Мир-Али находится в провинции Хайбер-Пахтунхва, недалеко от границы с Афганистаном. До 31 мая 2018 года входил в Федерально управляемые племенные территории.
В октябре 2007 года в данном городе произошло жестокое боестолкновение между бойцами движения Талибан и пакистанскими вооруженными силами. Погибло 50 пакистанских солдат и свыше 200 террористов.